# Kaposfüred
Kaposfüred egykor önálló község volt, 1970 óta Kaposvár városrésze.

## Fekvése
Kaposvár északnyugati részén, a városközponttól mintegy 6 kilométerre található. Magyaregres mellett, egy magasabb fekvésű, viszonylag sík területen helyezkedik el. Közúton több irányból is elérhető: dél felől a 61-es főúton, nyugat felől a 67-es főúton – amely jelenleg nyugatról elkerüli a városrészt, a központon átvezető, régi nyomvonala a 65 146-os számozást viseli –, Juta irányából pedig a 6709-es úton. Északkeleti szomszédjával, Somogyaszalóval a 6548-as út köti össze.
Területén áthalad a Kaposvár–Fonyód-vasútvonal is, melynek egy megállási pontja van itt, Kaposfüred vasútállomás, ez a városrész nyugati szélén épült fel.
A kaposfüredi szőlőhegy a településtől keletre, a Deseda-tó mellett található.

## Története
Az első írásos hivatkozások Kaposfüredre 1192-ig nyúlnak vissza, amikor III. Béla oklevélben kijelölte Kaposvár határait. Ekkor már a Szent László által alapított somogyvári apátság birtoka volt. 1390-ben Fired, majd 1439-ben Fyred alakban említik a különböző írásos források. Az 1500-as években a településre Fijred formában hivatkoznak. Egy ideig Török Bálint is birtokolta a zömmel jobbágyok által lakott falut. Kaposfüred önálló tanácsú község volt a Kaposvári járásban 1970-ig, amikor Kaposvárhoz csatolták.
Óvodáját 1962-ben alapították, 2015-ben felújították és bővítették.

## Lakossága
- 1728:  475
- 1853:  650
- 1910: 1201
- 1960: 1330
- 1980: 1525
- 2001: 2402[3]

## Nevezetességei
- Szoborpark
- Római katolikus Szent Őrangyalok-templom,[4] előtte egy 119 éves kőkereszt áll.[5] A templomot 2011-re felújították, az ünnepélyes felszentelésre október 4-én került sor.[6] A templomkertben 2020-ban Trianon-emlékhelyet létesítettek.[7]
- 2006-ban átadott dísztér
- Deseda – arborétum (a városrésztől északra), kilátó (a szőlőhegy szélén)
- Kaposfüredi vasmeteorit
- Szűz Mária utolsó földi lakhelyének, az efezusi háznak a másolata[8]

## Rendezvények
2007 óta minden vízkereszt környékén megrendezik a Háromkirályok túrát, amelynek során a nevezők (minden évben több százan) a városrész központjából kisétálnak a szőlőhegyre, ahol több szőlősgazda forralt borral, teával és zsíros kenyérrel várja őket. A nevezési díj egy tábla csokoládé, amelyet jótékony célokra használnak fel.
2001 óta minden nyáron Kaposfüreden rendezik a Káposztás Ételek Főzőversenyét.

## Sportélete
1922-ben alakult meg  az egykori község sportegyesülete, a Kaposfüred SC. A klub  labdarúgással, atlétikával, röplabdával, tekével, kerékpározással és kézilabdával is foglalkozott. A csapat 1957-ben megszűnt. 1987-ben újraalapították, egyetlen, labdarúgás szakággal. A  legsikeresebb évét 1999-ben zárta, amikor is a futballcsapat bronzérmet szerzett az NB III. Dráva csoportjában, és a Magyar Kupában az országos táblán a 16 közé jutott.

## Tömegközlekedés
A városrész az alábbi helyi járatú buszokkal közelíthető meg:
| Járatszám | Útvonal |
| --------- | --- |
| 23        | Kaposvári Egyetem - Füredi u. csp. - Kaposfüred, központ – Kaposfüredi vasútállomás – Kaposfüred, forduló                                                                  |
| 26        | METYX - Videoton - Füredi u. csp. - Kaposfüred, központ – Kaposfüredi vasútállomás – Kaposfüred, forduló                                                                   |
| 47        | Koppány vezér - Berzsenyi u. - Helyi autóbusz-állomás - Kórház - ÁNTSZ - Füredi u. csp. - Kaposfüred, központ – Kaposfüredi vasútállomás – Kaposfüred, forduló             |
| 70        | Helyi autóbusz-állomás - Berzsenyi u. - Füredi u. csp. - Kaposfüred, központ – Kaposfüredi vasútállomás – Kaposfüred, forduló                                              |
| 71        | Kaposszentjakab - Helyi autóbusz-állomás - Berzsenyi u. - Füredi u. csp. - Kaposfüred, központ – Kaposfüredi vasútállomás – Kaposfüred, forduló                            |
| 72        | Kaposszentjakab (Nádasdi utcai kitérővel) - Helyi autóbusz-állomás - Berzsenyi u. - Füredi u. csp. - Kaposfüred, központ – Kaposfüredi vasútállomás – Kaposfüred, forduló  |
| 73        | Kaposszentjakab (Kométa forduló kitérővel) - Helyi autóbusz-állomás - Berzsenyi u. - Füredi u. csp. - Kaposfüred, központ – Kaposfüredi vasútállomás – Kaposfüred, forduló |